# Se e somente se
Se e somente se, ou se e só se (abreviado, sse), em matemática, lógica e filosofia, é uma forma de expressão para um teorema: Se A então B, e se B então A; ou A se e somente se B. O correspondente símbolo lógico é {\displaystyle \Leftrightarrow .}

## Considerações
Seja a afirmação:
- Se um inteiro x é par, então x + 1 é ímpar, e se x + 1 é impar, então x é par.

Existem maneiras concisas de expressar afirmações da forma A implica B e B implica A, nas quais não é necessário descrever as condições de A e B duas vezes cada uma. A expressão-chave para tais formas é se e somente se.
- {\displaystyle \Rightarrow } Um inteiro x é par se e somente se x + 1 é ímpar.

Sobre as condições de A e B, elas podem ser, cada uma delas, verdadeira ou falsa, havendo assim, quatro possibilidades. Se a afirmação A se e somente se B é verdadeira, temos:
| Condição A | Condição B |            |
| ---------- | ---------- | ---------- |
| Verdadeira | Verdadeira | Possível   |
| Verdadeira | Falsa      | Impossível |
| Falsa      | Verdadeira | Impossível |
| Falsa      | Falsa      | Possível   |

É impossível a condição A ser verdadeira quando B é falsa, porque A {\displaystyle \Rightarrow } B. da mesma forma, é impossível a condição B ser verdadeira quando A é falsa, porque B {\displaystyle \Rightarrow } A. Assim as duas condições A e B devem ser ambas verdadeiras ou ambas falsas.
No exemplo acima a condição A é x é par e a condição B é x + 1 é ímpar. Para alguns inteiros (por exemplo, x = 6) A e B são ambas verdadeiras (6 é par e 7 é impar), mas para outros inteiros (x = 9), ambas as condições são falsas (9 não é par e 10 não é ímpar).

### Alternativas
- A se e somente se B (abreviada);
- A é necessário e suficiente para B;
- A é equivalente a B (a condição A é válida exatamente nas mesma circunstâncias em que a condição B é);
- A {\displaystyle \Leftrightarrow } B .